# Cyril Leslie Oakley

Unterschrift Oakleys

Cyril Leslie Oakley (MBE; * 20. Juni 1907 in London; † 27. März 1975) war ein britischer Pathologe und Bakteriologe. An den Wellcome Research Laboratories erwarb er sich eine internationale Reputation im Bereich der Immunologie.

## Leben und Ausbildung
Cyril war das ältere von zwei Kindern des Handelsmarine-Offiziers George Oakley und seiner Frau Henriette Ellen. Er wurde im Lambeth-Hospital geboren. Kurz nach seiner Geburt zog die Familie nach Portsmouth, wo er in die Church of England-Schule ging, mit der er sein Leben lang verbunden bleiben sollte. Cyril war neun Jahre alt, als sein Vater bei Übungen in einem U-Boot ums Leben kam. Seine Mutter musste sich daraufhin mit kleineren Gelegenheitsjobs durchschlagen, weil der Vater noch keine großen Rentenansprüche aufgebaut hatte. Sie zogen zurück nach Balham in den urbanen Raum Londons. In dieser Zeit begann Cyril viel zu lesen, weil er auf sich allein gestellt war. Seine Großmutter mütterlicherseits erkannte seine Fähigkeiten für eine akademische Laufbahn und arrangierte 1918 ein Stipendium an der Westminster City School des London County Council, wo er sieben Jahre blieb.
Mit seinem Schulabschluss 1925 gewann er ein Kitchener-Stipendium an das University-College von London, wo er ein Medizin-Studium begann. Zeitgleich begann er Abendstudien am Chelsea College of Art and Design und veröffentlichte eigene Studien über Ruderfußkrebse. 1930 schloss er seine Medizin- und Zoologie-Studien mit Auszeichnung ab.

## Forschung und Lehre
Anschließend bekam er das Graham-Vierjahresstipendium in experimenteller Pathologie am University College Hospital, wo er intensiv mit Arthur Edwin Boycott (1877–1938, seit 1914 Mitglied in der Royal Society) und Gordon Roy Cameron (1899–1966, Mitglied seit 1946) im Bereich der Leber-Pathologie zusammenarbeitete. Dieses Thema war auch Gegenstand seiner Habilitation 1934.
Noch im selben Jahr wechselte Oakley zur Tiermedizinischen Abteilung der Wellcome Research Laboratories, wo er an der Erforschung des Lymphdrüsenkrebses mitarbeitete. Durch diese Tätigkeit wurde seine Aufmerksamkeit auf das Thema der Virusinfektionen gelenkt und er begann ein Jahr später mit seinen Arbeiten an der Hundestaupe. Er war von dem Modell des Immunsystems fasziniert, einer noch am Anfang stehenden Wissenschaft, und entwarf 1937 eine These, die die Reaktion von Antikörpern durch die Einatmung von Viren bei Mäusen beschrieb.
Nach diesen Erfahrungen in der Virologie wandte sich Oakley mit der Erforschung der Clostridia wieder dem Thema der Bakteriologie zu. Am Institut besaß man eine umfangreiche Sammlung von Bakterien, die helfen könnte, den Wundbrand besser zu erforschen. Dieses Thema rückte in den Fokus, weil die Gefahr eines weiteren Weltkrieges zu befürchten war. Ihm zur Seite standen Wissenschaftler wie Mollie Barr, Ethel Bidwell, Patricia Clarke (1919–2010) und Helen Ross. Nachdem er in den ersten Kriegsjahren an einigen Veröffentlichungen der Abteilung beteiligt war, erschien 1943 seine erste eigene Abhandlung mit dem Thema „The toxins of Clostridiunz welchii“, das zusammen mit weiteren erfolgreichen Artikeln seine Stellung als führender Forscher auf diesem Gebiet der Bakteriologie festigte. 1943 erschien auch seine einzige populärwissenschaftliche Untersuchung: „He-goats into young men: first steps in statistics“. Darin beschäftigt er sich mit einer Prüfmethode des sogenannten Pure-in-Heart-Indexes (deutsch etwa: Reinen-Herzens-Indexes) als statistisches Merkmal. Weitere Forschungen wurden dazu nicht mehr betrieben. Die Untersuchung geht auf das 1932 von Harry Price durchgeführte Hexenexperiment zurück.
Nach dem Krieg arbeitete er zusammen mit Francis Brambell (1901–1970) an der Übertragung von Antikörpern von der Mutter an ihre Jungen. Ab 1949 forschte er an der Entwicklung von Antikörpern und der Bestimmung ihres Anteils im Gewebe nach der Transplantation von Lymphknoten. Bald danach entwickelte Oakley und A. J. Fulthorpe die Methode der doppelten Diffusion in einer Dimension zur Analyse heterogener Antigen-Antikörper-Systeme, die 1953 veröffentlicht wurde und unter dem Namen Oakley-Fulthorpe-technique in die Wissenschaft einging.
1952 wurde Oakley zum Professor für Bakteriologie der Universität Leeds ernannt, wo er im April 1953 seine Stelle antrat. Noch im selben Jahr wurde er außerdem zum Professor Sc. der University of London ernannt und 1957 in die Royal Society gewählt. In Leeds hatte er die Verantwortung für ein großes Krankenhaus der Diagnostischen Bakteriologie und für die Lehrtätigkeit der Bakteriologie für Studenten der Medizin und der Naturwissenschaften. Mit der Zeit diversifizierten sich seine Aktivitäten sowohl in der Universität als auch bei der Lehrtätigkeit im Krankenhaus immer weiter, so auch bei den Angelegenheiten der verschiedenen wissenschaftlichen Gesellschaften und als Autor. Oakley motivierte junge Wissenschaftler bei der Erforschung von nervlichen und bakteriellen Erkrankungen und er arbeitete aktiv mit dem Tetanus-Behandlungszentrum in der Leeds General Infirmary zusammen. Er forschte auch für das Agricultural Research Council (ARC) und das Medical Science Committee. Außerdem ist er Mitbegründer des Royal College of Pathologists. 1970 erhielt er den britischen Verdienstorden Order of the British Empire.

## Außerberufliche Interessen
Neben seinen außerordentlichen beruflichen Leistungen hatte Oakley ein omnipräsentes Interesse an allen wissenschaftlichen Bereichen. Zudem besaß er ein phänomenales Gedächtnis und fundierte Sprachkenntnisse in Griechisch und Latein sowie Chinesisch in Schrift und Sprache. Auch war er in der Lage, sich fließend auf Französisch und Deutsch zu unterhalten. Sein Interesse galt ferner der Religionswissenschaft, dem Eklektizismus in Architektur und Ikonographie, die er an der Universität Leeds auch unterrichtete. Ferner hielt er Statistik-Vorlesungen und wurde zum Ende seines Lebens auch ein Experte für Science-Fiction.
1956 löste Oakley Matthew Stewart als Chefredakteur beim Journal of Pathology and Bacteriology ab, der 1934 die Nachfolge von Arthur Edwin Boycott angetreten hatte und führte das Blatt bis 1973. Seit 1979 wurde von dem Blatt ein jährliches Oakley-Stipendiat eingerichtet.

## Werke (Auswahl)
- The Chondracanthidae (Crustacea: Copepoda) with a description of five new genera and one new species. Parasitology, 22, 182., 1930.
- Über die Natur der Pseudotubuli bei Erkrankungen der menschlichen Leber. Zentralblatt allg. path. Anatomie, 58, 81., 1933.
- Frozen sections of eyes. J. Path. Bnct., 44, 365, 1937.
- Chorio-allantoic grafts of liver. J. Path. Bact., 46, 109, 1938.
- Chemotherapy of virus infections. Brit. med. J., 1, 895, 1938.
- et al.: The kappa and lambda antigens of Clostridium welchii. J. Path. Bact., 60, 495, 1948.
- et al.: Selective and non-selective admission of various antitoxins into foetal rabbits. Proc. R. Soc. B., 139, 567, 1952.
- et al.: Antibody production in transplants. J. toxins by the foetal membranes of rabbits. Proc. R. Soc. B., 142, 452, 1954.
- Bacterial toxins and classification. J. gen. Microbiol., 12, 344, 1955.
- Soluble bacterial antigens as discriminants in classification. In: G. C. Ainsworth, P. H. A. Sneath (Hrsg.): Microbial classification, Symp. SOC. gen. Microbiol. Nr. 12, London 1962, S. 242.
- Classification of the genus Clostridium. Bull. Of. int. Epiz., 59, 1411, 1963.
- et al.: Relative toxicities and assay systems. und Immunology of bacterial protein toxins. In: S. J. Ajl, S. Kadis und T. C. Montie (Hrsg.): Microbial toxins. Band 1, New York 1970.